# Tenure of Office Act (1867)
Le Tenure of Office Act était une loi fédérale des États-Unis qui a été en vigueur de 1867 à 1887. Passant outre au véto du président des États-Unis, Andrew Johnson, cette loi fut promulguée le 2 mars 1867. Elle entendait priver le président du pouvoir de révoquer tout cadre supérieur qu’il avait nommé sur avis conforme du Sénat et avec son consentement, à moins que ce dernier approuvât la révocation lors de la session plénière suivante du Congrès.
C’est une tentative de Johnson de démettre le secrétaire à la Guerre Edwin Stanton de ses fonctions sans l'approbation du Sénat qui a conduit à la mise en accusation du président des États-Unis Andrew Johnson au début de 1868  pour violation de la loi.
Cette loi fut d’abord considérablement modifiée le 5 avril 1869 par  le président républicain des États-Unis, Ulysses S. Grant, avant que le Congrès l’abrogeât dans son intégralité en 1887, vingt ans exactement après son adoption. Alors qu’elle évaluait la constitutionnalité d'une loi similaire dans l'affaire Myers v. United States (en) (1926), la Cour suprême déclara que le Tenure of Office Act était probablement invalide.